# Gabrielle Richards
Gabrielle Richards, née le 19 novembre 1984 est une joueuse de basket-ball australienne.

## Biographie
Après deux saisons à l'Australian Institute of Sport, elle rejoint pour deux années (2004-2006) les Ducks de l'Oregon avec 10,3 points et 6,7 rebonds en senior. Membre de l'équipe nationale des 22 ans et moins, qui finit cinquième du championnat du monde 2003. Avec Victoria, elle remporte en 2003 la médaille d'or du championnat australien des 20 ans et moins avec 22,5 points et 13,0 rebonds par rencontre. Depuis 2007 (sauf la saison 2009-2010), elle dispute le championnat australien avec Bendigo.
Bendigo remporte la Grande finale face à Townsville 71 à 57 dans une rencontre, où elle réussit 20 points et 8 rebonds.
Championne d'Australie 2014 avec Bendigo (14 points et 9,5 rebonds ce), elle prolonge jusqu'en 2016.

## Équipe nationale
Elle est rappelée une semaine avant le début du Mondial 2014 pour remplacer Liz Cambage, blessée :

## Club
- 2002-2004 :  Australian Institute of Sport
- 2004-2006 :  Ducks de l'Oregon
- 2007-2009:  Bendigo Spirit
- 2011- :  Bendigo Spirit

## Palmarès

### Club
- Championne d'Australie : 2013, 2014

### Sélection nationale
- Équipe des 22 ans et moins (2003)
- Médaille de bronze du Championnat du monde 2014 en Turquie[5]

### Distinction personnelle
- Victorian State Player of the Year (2003[1])